# ۲۴۰ (قمری)
سال ۲۴۰ هجری قمری.این سال با شنبه آغاز می‌شود. نخستین روزش برابر است با ۱۶ خرداد ۲۳۳ هجری خورشیدی و ۲ ژوئن ۸۵۴ (میلادی).